# Madelein Meppelink
Madelein Meppelink (29 de novembro de 1989) é uma jogadora de vôlei de praia neerlandesa.

## Carreira
Ela defendeu país ao lado de Laura Dijkema na edição do Campeonato Europeu Sub-18  de 2006 realizada em Bratislava, Eslováquia, conquistando a medalha de prata.
Nos Jogos Olímpicos de Verão de 2016 ela representou  seu país ao lado de Marleen van Iersel, caindo nas oitavas-de-finais.